# Моррал (Огайо)
Моррал (англ. Morral) — селище (англ. village) в США, в окрузі Меріон штату Огайо. Населення — 373 особи (2020).

## Географія
Моррал розташований за координатами 40°41′29″ пн. ш. 83°12′35″ зх. д. / 40.69139° пн. ш. 83.20972° зх. д. (40.691352, -83.209785).  За даними Бюро перепису населення США в 2010 році селище мало площу 7,00 км², уся площа — суходіл.

## Демографія
Згідно з переписом 2010 року, у селищі мешкало 399 осіб у 156 домогосподарствах у складі 105 родин. Густота населення становила 57 осіб/км².  Було 173 помешкання (25/км²).
Расовий склад населення:
| - 96,5 % — білих - 0,8 % — корінних американців - 0,8 % — чорних або афроамериканців - 0,3 % — азіатів |

До двох чи більше рас належало 1,3 %. Частка іспаномовних становила 1,5 % від усіх жителів.
За віковим діапазоном населення розподілялося таким чином: 24,8 % — особи молодші 18 років, 63,9 % — особи у віці 18—64 років, 11,3 % — особи у віці 65 років та старші. Медіана віку мешканця становила 39,3 року. На 100 осіб жіночої статі у селищі припадало 98,5 чоловіків;  на 100 жінок у віці від 18 років та старших — 94,8 чоловіків також старших 18 років.
Середній дохід на одне домашнє господарство  становив 55 103 долари США (медіана — 47 292), а середній дохід на одну сім'ю — 58 401 долар (медіана — 52 500). За межею бідності перебувало 10,8 % осіб, у тому числі 13,6 % дітей у віці до 18 років та 14,6 % осіб у віці 65 років та старших.
Цивільне працевлаштоване населення становило 249 осіб. Основні галузі зайнятості: виробництво — 28,9 %, освіта, охорона здоров'я та соціальна допомога — 15,7 %, мистецтво, розваги та відпочинок — 12,0 %, роздрібна торгівля — 10,8 %.